# Jean-Baptiste Aubry-Lecomte
Hyacinthe Louis Victor Jean-Baptiste Aubry-Lecomte, född den 31 oktober 1797 i Nice, död den 2 maj 1858 i Paris, var en fransk målare och litograf.
Aubry-Lecomte ägande sig främst åt reproduktion av kända målningar av Rafael, Leonardo da Vinci, Jean-Baptiste Greuze, Pierre Paul Prud'hon och François Gérard.